# Michaël R. Roskam
Michaël R. Roskam (Sint-Truiden, 1972) is een Belgisch filmregisseur. In 2011 regisseerde hij zijn eerste langspeelfilm Rundskop, waarmee hij een Oscarnominatie in de wacht sleepte.

## Biografie
Zijn echte naam is Michaël Reynders. Roskam is de familienaam van zijn moeder, en de R. verwijst naar de familienaam van zijn vader. 
Hij studeerde in 2005 af aan het Maurits Binger Film Instituut van Amsterdam in de masterrichting scenarioschrijven. Roskam studeerde beeldende kunsten aan de Hogeschool Sint-Lukas in Brussel, waar hij momenteel les geeft. Na een baan als journalist en copywriter bij De Morgen schreef hij in 2002 het scenario voor de kortfilm Haun. In 2004 volgde Carlo, ook een kortfilm, waarvoor hij de publieksprijs op het Internationaal Kortfilmfestival Leuven won. In 2005 maakte hij de kortfilm Une seule chose à faire, die genomineerd werd voor een Joseph Plateauprijs voor Beste Belgische Kortfilm en in 2007 de Today is Friday, gebaseerd op een boek van Ernest Hemingway.
Roskams eerste langspeelfilm Rundskop kwam uit in 2011. Op 24 januari 2012 werd de film genomineerd voor een Academy Award voor Beste Niet-Engelstalige film. Hij werd genoemd door Variety als een van de "10 directors to watch" ("10 regisseurs om in het oog te houden"). Hij ontving een Magritte voor het beste scenario en de André Cavensprijs.
In maart 2012 werd bekendgemaakt dat Roskam uitgenodigd is om te zetelen in de Chopard Trophy Jury van het Filmfestival van Cannes 2012, een prijs voor aanstormend internationaal acteertalent.
Le Fidèle (Racer and the Jailbird) is zijn derde speelfilm, aangekondigd voor 2015 en uiteindelijk in de bioscopen gebracht in 2017. De film werd geselecteerd als Belgische inzending voor de beste niet-Engelstalige film voor de 90ste Oscaruitreiking.
Begin augustus 2012 maakte het Vlaams Audiovisueel Fonds bekend dat Roskam een pilotaflevering voor de HBO-televisieserie Buda Bridge Bitch gaat schrijven. Ook werd augustus bekendgemaakt dat Roskam de Hollywoodfilm The Tiger gaat regisseren, een adaptatie van het gelijknamige boek van John Vaillant. Michaël R. Roskam wordt in Hollywood vertegenwoordigd door UTA, Anonymous Content en Alan Wertheimer.

### Privé
Michaël R. Roskam is gehuwd met Eline De Munck.

## Filmografie

### Korte film
- Haun (2002)
- Carlo (2004)
- The One Thing to Do (2005)
- Today is Friday (2007)

### Langspeelfilm
- Rundskop (2011)
- The Drop (2014)
- Le Fidèle (2017)